# 申鉉謀
申 鉉謀（シン・ヒョンモ、朝鮮語: 신현모、1894年1月8日〈旧暦1893年12月2日〉 - 1975年1月29日）は、日本統治時代の朝鮮の独立運動家、大韓民国の政治家、実業家。
本貫は平山申氏。漢字表記は申鉉謨、申鉉模とも。字は允局（ユングク、윤국）、号は海観（ヘグァン、해관/海觀）。

## 経歴
黄海道延白郡鳳北面韶城里出身。海州延興学校3年修了、京城儆新学校3年中退、黄海道道立農学校3年中退、京城中央キリスト教青年学館（現・城東高等学校）英語科3年中退。中央キリスト教青年学館・西北学会会館にて英語、中国語修学。上海を経てアメリカ亡命後は大韓人国民会カリフォルニア州クレモンド青年訓練所修了。青年血誠団を組織し活動した後、アイオワ州のデュビー大学英語予備科修学、テネシー州ハロゲートのリンカーン・メモリアル大学英語修学、カンザス州カンザスシティのクラーク商業学校卒業、ニュージャージー州トレントンのライダー大学経済科卒業。
1932年帰国後は同友会（興士団）常務理事、『国史講義録』発刊人、朝鮮物産奨励会理事、朝鮮語学会標準語査定委員・『朝鮮語辞典』編纂裁定委員、朝鮮興業会社常務を務めたが、1937年に修養同友会事件（興士団事件）により西大門刑務所で3年間過ごし、1942年に朝鮮語学会事件により洪原警察署に逮捕され、翌43年に起訴猶予で釈放された。光復後は大韓民国臨時政府特別財政委員、韓国民主党党務部長・中央常務執行委員・財政経済分科委員長、国民会黄海道代議員、韓中協会・韓米協会中央執行委員、出版業者、制憲国会財政経済委員会第一分科委員会委員、忠武公記念事業会理事、朝鮮電気株式会社理事、島山先生記念事業会理事を務めた。
1975年1月29日、持病によりソウル市東大門区の自宅で死去。享年82。

## 賞勲
1969年に国民勲章無窮花章・大統領表彰、1971年にハングル学会功労表彰、1973年に興士団有功団友表彰、1990年に建国勲章愛族章を受賞・受章した。